# Antonio García Robledo
Antonio Jesús García Robledo (La Llagosta, Barcelona, 6 de marzo de 1984), más conocido como Antonio García, es un jugador de balonmano español que desarrolla su juego en la posición de lateral izquierdo en el BM Granollers.
Debutó con la selección de balonmano de España en 2011, para los partidos preparatorios del Europeo 2012 en Serbia. En 2013, formó parte de la plantilla que consiguió el Campeonato del Mundo.

## Carrera
Tras jugar en el equipo de su pueblo durante la categoría infantil, fue a los 14 años cuando fue seleccionado con la selección, además de recibir la llamada del Balonmano Granollers para formar parte de su equipo. En 2003, recibió su primer contrato profesional por parte del Granollers, jugando los dos primeros años en el segundo equipo.
A partir de 2005, ya fue asentándose en el primer equipo, pero algunas lesiones le regelegaron al segundo equipo en alguna ocasión.
En 2010, consiguieron llegar a la final de la Recopa de Europa, pero cayeron en la final frente al VfL Gummersbach. El siguiente año, gracias a Manolo Cadenas el Granollers finalizó cuarto en la Liga ASOBAL, además, Antonio fue elegido en el siete ideal de la Liga al ser nombrado mejor lateral izquierdo de la temporada.
Debido a la crisis, en 2011 fichó por el Reale Ademar León, pero apenas estuvo un año en el que volvió a repetir en el siete ideal de la Liga.
En el verano de 2012 fichó por el Paris Saint-Germain, que creó un megaproyecto de la mano de Nasser Al-Khelaifi, fichando a otros jugadores como Mikkel Hansen o Didier Dinart. Ese mismo verano, iba a participar en los Juegos Olímpicos de Londres, pero se lo perdió por una lesión en el gemelo.
Con el Paris SG, a pesar de ser líderes de la liga, cayeron en los cuartos de final de la Copa de la Liga francesa ante el HBC Nantes por 35-36. En 2013, debutó en el Campeonato del Mundo de Balonmano celebrado en España contra Argelia, anotando 1 gol para ayudar en la victoria por 27-14.
Para el Campeonato del Mundo de 2017 en Francia, se quedó fuera de la convocatoria final por primera vez en los últimos años, no considerando su participación el nuevo seleccionador Jordi Ribera.
A finales de marzo de 2017 se confirmó su cesión al FC Barcelona para sustituir al lesionado Lasse Andersson. Tras jugar 3 meses en el club catalán, ganando la Liga y la Copa del Rey, fichó por el CSM București rumano.
En abril de 2018 se dio a conocer que volvería a jugar con el BM Granollers en un acuerdo de 3 temporadas.
En septiembre de 2019 el club francés HBC Nantes pagó su cláusula de rescisión.

## Equipos
- BM Granollers (2003-2011)
- Reale Ademar León (2011-2012)
- Paris Saint-Germain (2012-2014)
- SC Pick Szeged (2014-2016)
- KIF Copenhague (2016-2017)
  -  FC Barcelona (Cesión marzo de 2017-junio de 2017)
- CSM București (2017-2018)
- BM Granollers (2018-2019)
- HBC Nantes (2019-2020)
- BM Granollers (2020-2025)

## Palmarés

### BM Granollers
- Liga de los Pirineos (1): 2008

### PSG Handball
- Liga de Francia (1): 2013
- Copa de Francia (1): 2014

### Barcelona
- Liga ASOBAL (1): 2017
- Copa del Rey (1): 2017

### Selección nacional

#### Juegos Olímpicos
- Medalla de bronce en los Juegos Olímpicos de Tokio 2020

#### Campeonato de Europa
- Medalla de bronce en el Campeonato de Europa de 2014
- Medalla de plata en el Campeonato de Europa de 2016
- Medalla de plata en el Campeonato de Europa de 2022

#### Campeonato del Mundo
- Medalla de Oro en el Campeonato Mundial de Balonmano Masculino de 2013.

### Consideraciones personales
- Mejor Lateral Izquierdo de la Liga ASOBAL (3): 2010-11, 2011-12 y 2020-21